# Enseignement supérieur en France

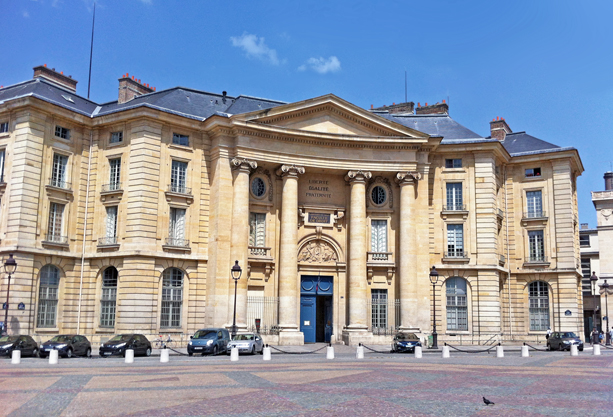
Faculté de Droit Paris II Panthéon-Assas : le bâtiment principal sur la place du Panthéon.

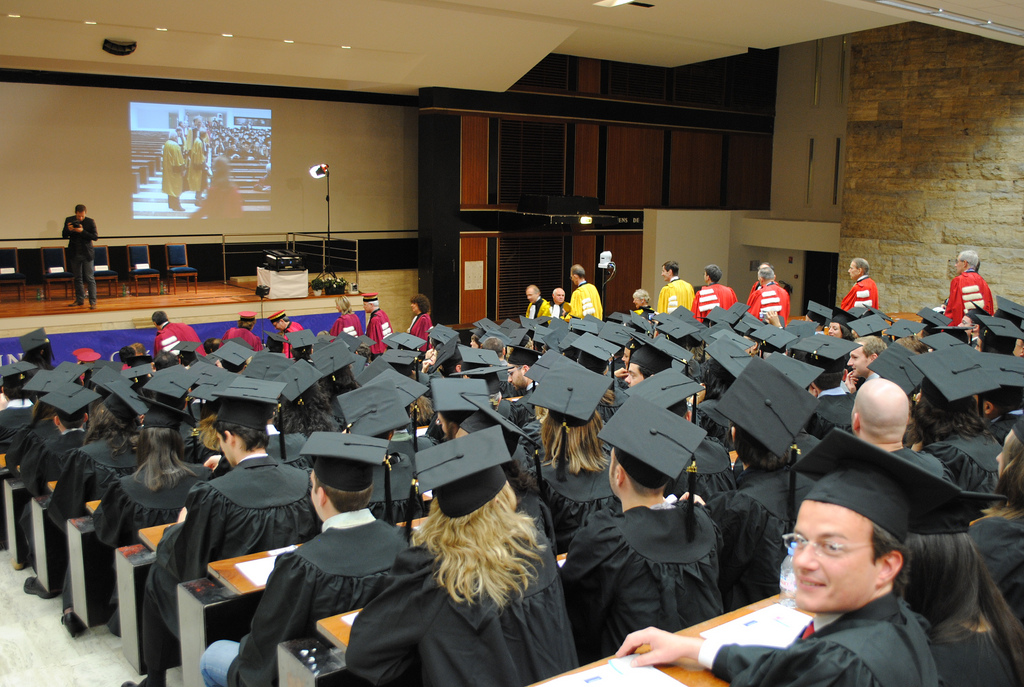
L'amphi 1 du Centre Assas lors de la cérémonie de remise des diplômes des docteurs en Droit.

En France, l'accès au premier cycle d'études supérieures des universités est de droit pour tous les bacheliers ou titulaires d'un diplôme d'accès aux études supérieures : 98 % des bacheliers généraux, 90 % des bacheliers technologiques et 45 % des bacheliers professionnels poursuivent leurs études.
La dépense publique annuelle par étudiant en 2012 (chiffre provisoire) est de 11 739 € (en progression de 0,9 % par rapport à 2011). Entre 2008 et 2013, la dépense moyenne par étudiant est restée stable en France tandis qu'elle a augmenté de 5 % dans la moyenne des pays de l'Organisation de coopération et de développement économiques (OCDE). Cette valeur moyenne de dépense masque en réalité une grande diversité puisque les chiffres varient de 10 942 € pour les universités à parfois plus de 20 000 € pour certains établissements. Toutefois, cette dépense est en progression constante et a augmenté de 50 % en 30 ans.
Le dispositif français est caractérisé par une double coupure. D'une part, le service public de l'enseignement supérieur est assuré par les universités ouvertes à tous (sauf les études de santé) et par les « grandes écoles » qui recrutent les étudiants par concours (à la différence des universités dont la sélection se fait en cours de cursus). D'autre part, la recherche est assurée à la fois par les établissements publics à caractère scientifique et technologique (EPST) spécialisés et par les universités qui assurent une double mission d'enseignement et de recherche. L'ensemble est complexe et nécessite des conseils tout au long du processus. 
En 2014, selon l'OCDE, 44,7 % des Français âgés de 25 à 34 ans disposaient d'un niveau d’éducation supérieur, contre 28 % des Allemands de cette tranche d'âge.

## Organisation

### Grades universitaires liés au processus de Bologne
| Doctorat (3)                |                         | Doctorat d'État (4 et +) Doctorat de 3e cycle (2) |
| Master (2)                  | DEA-DESS (1)            |                                                   |
|                             | Maîtrise (1)            |                                                   |
| Licence (3)                 | Licence (1)             |                                                   |
|                             | DEUG (2)                |                                                   |
| Actuel système de Grade LMD | Ancien système de Grade |                                                   |

Les grades universitaires sont en France au nombre de quatre : le baccalauréat, la licence, le master et le doctorat. Le grade de master a été créé en 1999, en lien avec la réforme LMD, alors que les trois autres remontent à la création de l'Université de France par Napoléon Ier (décret du 17 mars 1808).
Les grades universitaires français sont des grades d'État. L'État a le monopole de la collation des grades, ils sont validés par la signature d'un ministre ou d'une personne ayant reçu délégation de signature, en général le recteur d'académie sur délégation du ministre chargé de l'Enseignement supérieur.
Les grades sont conférés aux titulaires de diplômes nationaux de l'enseignement supérieur délivrés sous l'autorité et au nom de l'État par les universités et les établissements habilités à cet effet. Les grades peuvent être également conférés aux titulaires de certains diplômes propres à des établissements (cas du grade de master).
- Le baccalauréat est préparé dans un lycée et obtenu après un examen national ;
- Le grade de licence est généralement préparé dans une université ;
- Le grade de master peut être obtenu par la préparation d'un diplôme national de master, généralement dans une université, mais également par la préparation d'un diplôme d'ingénieur ou bien celle d'un diplôme de fin d'études d'un institut d'études politiques ou de certaines écoles de commerce ;
- Enfin, le doctorat est obtenu à la suite de la préparation d'une thèse de doctorat (à ne pas confondre avec les thèses d'exercice soutenues par les étudiants en santé et conférant également le titre de docteur, mais pas le grade correspondant[7]) et sa soutenance devant un jury constitué au sein d'une université ou d'un établissement d'enseignement supérieur habilité.

À ces grades peuvent être associés une multitude de droits et de privilèges, pouvant varier suivant les disciplines et les finalités. Les formations de l’enseignement supérieur universitaire (hors certaines spécialités comme les professions médicales et des autres métiers de la santé) sont découpés en trois cycles.
- Le premier cycle dure trois ans. Il est ouvert à tous les titulaires du baccalauréat (sauf certaines formations pouvant sélectionner les étudiants)[9] sous réserve d’être passé par la procédure d’« orientation active » et se termine par l'obtention d'une licence, d'une double licence ou d'un bachelor universitaire de technologie.
- Le deuxième cycle dure deux ans. Il peut y avoir une sélection des étudiants sur concours ou sur dossier[10]. Ce cycle se termine par l'obtention d'un master.
- Le troisième cycle dure trois ans et correspond à la formation doctorale.

Parallèlement, des diplômes de l’enseignement supérieur, notamment privé ou consulaire, peuvent obtenir un « visa » de l'État. Les diplômes visés par le ministère de l'Enseignement supérieur, de la Recherche et de l'Innovation peuvent également délivrer un « grade universitaire » en complément. Il en existe quatre : le baccalauréat, la licence, le master et le doctorat. Ces grades, ainsi que l’attribution de crédits ECTS, induisent une harmonisation européenne. Cette nomenclature commune permet, en effet, aux étudiants de faire reconnaître à l'étranger leur formation par un système d'équivalence commun à chaque pays. Un effet secondaire est l'accroissement de la mobilité étudiante internationale : les élèves peuvent choisir de poursuivre leur formation ou carrière à l'étranger, sans pour autant perdre l'acquis de leur scolarité.

### Nomenclature des niveaux de diplômes
Cette liste qui classe les diplômes de niveau du moins élevé (niveau 1) au plus élevé (niveau 8),,. L'ancienne classification de 1969 allait du niveau V (CAP, BEP) au niveau I (Master). Elle a été remplacée début 2019. La nomenclature de 2019 va donc du niveau 1 (niveau maternelle) au niveau 8 (doctorat). Établie en 2019, elle vise à faciliter la lecture internationale des niveaux de formations. Elle est basée sur la classification internationale type de l'éducation de 2011 établi par l'Unesco et le Cadre européen des certifications établi par l'Union européenne. La nomenclature de 1969 (du niveau V au niveau I) allait à l'encontre de nombreux systèmes étrangers.
La nomenclature des niveaux de formation est utilisée, notamment à des fins statistiques, pour mesurer les études accomplies par un individu. Elle est utilisée au sein de l'Éducation nationale, des autres ministères délivrant des diplômes d'État, mais aussi par Pôle emploi pour classer les demandeurs d'emploi par niveau de formation, par l'Insee dans le cadre du recensement, etc.
| Titre du diplôme                 | Années après le baccalauréat | Niveau RNCP du diplôme | Compétences | Ancien niveau (1969-2006) |
| -------------------------------- | ---------------------------- | ---------------------- | --- | ------------------------- |
| École maternelle et élémentaire  | -                            | Niveau 1 et 2          | Le niveau 1 correspond à la maîtrise des savoirs de base. Il est l'équivalent de l'école maternelle. Le niveau 2 atteste la capacité à effectuer des activités et résoudre des problèmes courants à l'aide de règles et d'outils mobilisant des savoir-faire professionnels. Il est l'équivalent de l'école élémentaire. L'activité s'exerce avec un niveau restreint d'autonomie. Les titulaires sont formés pour occuper des emplois de maîtrise ou d'ouvrier non qualifié. | Niveau V                  |
| CAP, DNB, CFG                    | -                            | Niveau 3               | Le niveau 3 atteste la capacité à effectuer des activités en appliquant des méthodes, des outils, des matériels et des informations de base, dans un contexte connu, et à adapter les moyens d'exécution et son comportement aux circonstances. Les diplômés du CAP, ou équivalent sont formés pour occuper des emplois de maîtrise ou d'ouvrier qualifié. | Niveau V                  |
| Baccalauréat                     | Bac                          | Niveau 4               | Le niveau 4 atteste la capacité à effectuer des activités mobilisant un large éventail d'aptitudes, d'adapter des solutions existantes pour résoudre des problèmes précis, à organiser son travail de manière autonome dans des contextes prévisibles mais susceptibles de changer. Les diplômés du Bac sont formés pour occuper des emplois de maîtrise ou d'ouvrier qualifié.                                                                                               | Niveau IV                 |
| BTS, CPGE                        | Bac + 2                      | Niveau 5               | Le niveau 5 atteste la capacité à maîtriser des savoir-faire dans un champ d'activité, à élaborer des solutions à des problèmes nouveaux, à analyser et interpréter des informations en mobilisant des concepts, à transmettre un savoir-faire et des méthodes. Les diplômés du BTS ou équivalent sont formés pour occuper des emplois d'ouvrier ou de technicien qualifié.                                                                                                   | Niveau III                |
| Diplôme national de licence, BUT | Bac + 3                      | Niveau 6               | Le niveau 6 atteste la capacité à analyser et résoudre des problèmes complexes imprévus dans un domaine spécifique, à formaliser des savoir-faire et des méthodes et à les capitaliser. Les diplômés d'une licence sont formés pour occuper des emplois de technicien qualifié. | Niveau II                 |
| Diplôme national de master       | Bac + 5                      | Niveau 7               | Le niveau 7 atteste la capacité à élaborer et mettre en œuvre des stratégies alternatives pour le développement de l'activité dans des contextes complexes, ainsi qu'à évaluer les risques et les conséquences de son activité. Les diplômés d'un master sont formés pour occuper des emplois de cadre. | Niveau I                  |
| Diplôme national de doctorat     | Bac + 8                      | Niveau 8               | Le niveau 8 atteste la capacité à identifier et résoudre des problèmes complexes et nouveaux impliquant une pluralité de domaines, en mobilisant les connaissances et les savoir-faire les plus avancés, à concevoir et piloter des projets et des processus de recherche et d'innovation. Les diplômés d'un Diplôme national de doctorat sont formés pour occuper des emplois de cadre.                                                                                      | Niveau I                  |

## Filières

### Filières universitaires générales
- La licence est un diplôme généraliste s’obtenant après trois années d’études (bac + 3).
- Le master qui conclut deux années d’études après la licence (bac + 5).
- Le doctorat après un travail de recherche (une thèse) durant généralement trois ans (bac + 8).

Ces diplômes sont délivrés dans tous les domaines (sciences, lettres, droit, économie, langues, arts, sciences humaines…), généralement au sein des universités françaises.

### Filières techniques professionnelles
Les sections de techniciens supérieurs, généralement situées dans les lycées, permettent de préparer en deux ans le brevet de technicien supérieur (BTS) dans un domaine spécialisé du tertiaire ou technologique. Il est tout autant possible d'intégrer une école d'ingénieur ou de commerce qui ouvrent de plus en plus leurs portes aux diplômés de bac +2. Néanmoins, il n'en reste pas moins que les établissements proposant ce type de formation (BTS) sont des lycées. En effet, le statut d'enseignement supérieur n'est pas revendiqué à cause du manque de professeurs diplômés d'État Universitaire.
Les instituts universitaires de technologie, composantes d'une université, permettent de préparer en trois ans le bachelor universitaire de technologie (BUT), anciennement le diplôme universitaire de technologie (DUT), qui se faisait en deux ans, dans les secteurs tertiaires ou technologiques. Cette formation se veut aussi bien professionnalisante, avec souvent un stage obligatoire et une dernière année effectuée en alternance ce qui facilite l'entrée directe dans la vie active, que théorique, permettant d'intégrer un master ou une école d'ingénieur ou de commerce. 

### Panorama des diplômes et des filières
| Nom du diplôme (niv. RNCP/ CEC, sauf (-)) | Années                                          |                                                          | |               |            |                    |                      |                           |                         |                         |                         |                         |                   |                       |                             |  |  |  |          |
| Nom du diplôme (niv. RNCP/ CEC, sauf (-)) | 9 et +                                          |                                                          | DE Médecin DES (-)                                                                                                  | HDR (-)       |            |                    |                      |                           |                         |                         |                         |                         |                   |                       |                             |  |  |  | DESV (-) |
| Nom du diplôme (niv. RNCP/ CEC, sauf (-)) | +8                                              | Doctorat (8)                                             | DE Médecin DES (-)                                                                                                  | DSA DPEA (-)  | DEC (-)    |                    |                      |                           |                         |                         |                         |                         |                   |                       |                             |  |  |  | DESV (-) |
| Nom du diplôme (niv. RNCP/ CEC, sauf (-)) | +7                                              | Doctorat (8)                                             | DE Médecin DES (-)                                                                                                  | DSA DPEA (-)  | DEC (-)    |                    |                      |                           |                         |                         |                         |                         |                   |                       |                             |  |  |  | DESV (-) |
| Nom du diplôme (niv. RNCP/ CEC, sauf (-)) | +6                                              | Doctorat (8)                                             | DE Dentaire (-) DE Pharmacie (-) DFASM (7)                                                                          | HMONP (-)     | DEC (-)    | DE Vétérinaire (-) |                      |                           |                         |                         |                         |                         |                   |                       |                             |  |  |  |          |
| Nom du diplôme (niv. RNCP/ CEC, sauf (-)) | +5                                              | DFASO DFASP DEMK DESF (7)                                | Master (7) | DEA (7)       | DSCG (7)   | DNSEP(7) DSAA (-)  | CCO DE IA DE IPA (7) | CA (7) CNSMD(7) CNSAD (-) | MSc MBA MS Diplovis (-) | ENC (-) ENS (-) INP (-) | ENS (-) IAE (7) ESC (-) | EI (7) ENS (-) DEFV (7) |                   |                       |                             |  |  |  |          |
| Nom du diplôme (niv. RNCP/ CEC, sauf (-)) | +4                                              | DFASO DFASP DEMK DESF (7)                                | Master (7) | DEA (7)       | DSCG (7)   | DNSEP(7) DSAA (-)  | CCO DE IA DE IPA (7) | CA (7) CNSMD(7) CNSAD (-) | MSc MBA MS Diplovis (-) | ENC (-) ENS (-) INP (-) | ENS (-) IAE (7) ESC (-) | EI (7) ENS (-) DEFV (7) |                   |                       |                             |  |  |  |          |
| Nom du diplôme (niv. RNCP/ CEC, sauf (-)) | +3                                              | DFGSM DFGSO DFGSP DFGSMa (6)                             | Licence (6) | LP BUT (6)    | DEEA (6)   | DCG (6)            | DN MADE DNA (6)      | DE I (6) IFPS IRFSS (-)   | DNSP (6)                | ENC (-) ENS (-) INP (-) | ENS (-) IAE (7) ESC (-) | EI (7) ENS (-) DEFV (7) | IRTS (3-6)        | Bachelor Diplovis (-) |                             |  |  |  |          |
| Nom du diplôme (niv. RNCP/ CEC, sauf (-)) | +2                                              | DFGSM DFGSO DFGSP DFGSMa (6)                             | Licence (6) | LP BUT (6)    | DEEA (6)   | DCG (6)            | DN MADE DNA (6)      | DE I (6) IFPS IRFSS (-)   | DNSP (6)                | BTS (5)                 | AL/BL LSH (-)           | ECG D1 D2 (-)           | IRTS (3-6)        | Bachelor Diplovis (-) | BC MP PC PSI PT MPI TSI (-) |  |  |  |          |
| Filière, discipline ou spécialité         | +1                                              | L.AS PASS (-)                                            | Licence (6) | LP BUT (6)    | DEEA (6)   | DCG (6)            | DN MADE DNA (6)      | DE I (6) IFPS IRFSS (-)   | DNSP (6)                | BTS (5)                 | AL/BL LSH (-)           | ECG D1 D2 (-)           | IRTS (3-6)        | Bachelor Diplovis (-) | BC MP PC PSI PT MPI TSI (-) |  |  |  |          |
| Filière, discipline ou spécialité         |                                                 | Médecine Odontologie Pharmacie Maïeutique Kinésithérapie | Arts - Commerce, économie - Droit - Enseignement - Lettres et langues - Sciences humaines - Sciences et technologie | Pro ou Techno | Architecte | Comptabilité       | Arts Design Mode     | Paramédical et santé      | Musique Danse Comédie   | Social Sports           | Libre Technique         | STS                     | Lettres           | Économie              | Scientifique                |  |  |  |          |
| Filière, discipline ou spécialité         | Université, École délivrant un diplôme national | Université, École délivrant un diplôme national          | Université, École délivrant un diplôme national                                                                     | École         | École      | École              | École                | École                     | École                   | École Privée            | École, Lycée CPGE       | École, Lycée CPGE       | École, Lycée CPGE | École, Lycée CPGE     |                             |  |  |  |          |

| Niv 4 Bac +0 17 |                                   | Baccalauréat général Arts, SES, SVT, HGGSP, Humanités, LCA, LLCE, Maths, PC, NSI, SVT, SITerminale générale |                                   | Baccalauréat technologique STAV, ST2S, STD2A, STMG, S2TMD, STI2D, STHR, STLTerminale technologique |                     | Baccalauréat professionnel Alimentaire, Vente, Beauté, Bâtiment, Santé, Design, Véhicules, NumériqueTerminale professionnelle | BMA                                   | BP                                    | MC5 MC4 MC3                           | BM                                    | BTM |
| Niv 3 16        | Première générale                 | Première technologique                                                                                      | Première professionnelle          | CAP 2e année                                                                                       | CAP 2e année        | CAP 2e année | CAP 2e année                          | CAP 2e année                          |                                       |                                       |     |
| 15              | Seconde générale et technologique | Seconde générale et technologique                                                                           | Seconde générale et technologique | Seconde professionnelle                                                                            | CAP 1re année       | CAP 1re année | CAP 1re année                         | CAP 1re année                         | CAP 1re année                         |                                       |     |
| RNCP Âge        | Lycée général                     | | Lycée technologique               | | Lycée professionnel | Centre de formation d'apprentis (CFA)                                                                                         | Centre de formation d'apprentis (CFA) | Centre de formation d'apprentis (CFA) | Centre de formation d'apprentis (CFA) | Centre de formation d'apprentis (CFA) |     |

#### Arts
Les études en art recouvrent de nombreux domaines : les arts plastiques, l'architecture, le design industriel, la musique, le spectacle, le graphisme, l'audiovisuel. Les études peuvent donc s'effectuer dans des établissements très différents en fonction du domaine de spécialisation. Certains cursus multidisciplinaires de haut niveau sont possibles dans des grands établissements publics d'enseignement supérieur et de recherche comme le Conservatoire national des arts et métiers :
- à l'université (licence, master) ;
- dans un conservatoire national supérieur ou un pôle supérieur ;
- en école publique (masters, DNMADE) ;
- en école privée (bachelor, masters).

#### Commerce, économie et gestion
Les études dans le commerce ou la gestion peuvent s'effectuer en milieu universitaire, en brevet de technicien supérieur (BTS) ou en bachelor universitaire de technologie (BUT). Cependant, il existe une autre voie pour faire carrière dans ces domaines, les écoles de commerce. Il est possible de les intégrer directement après le bac ou après deux années de classe préparatoire économique et commerciale, via des concours ou des banques d'épreuves.
L'économie et la gestion sont, pour la majorité des cas, étudiée :
- en licence d'économie et de gestion à l'université (dans les facultés d'économie-gestion) ;
- en classe préparatoire D2 (pour l'École normale supérieure Paris-Saclay).

#### Droit
Les études de droit se déroulent :

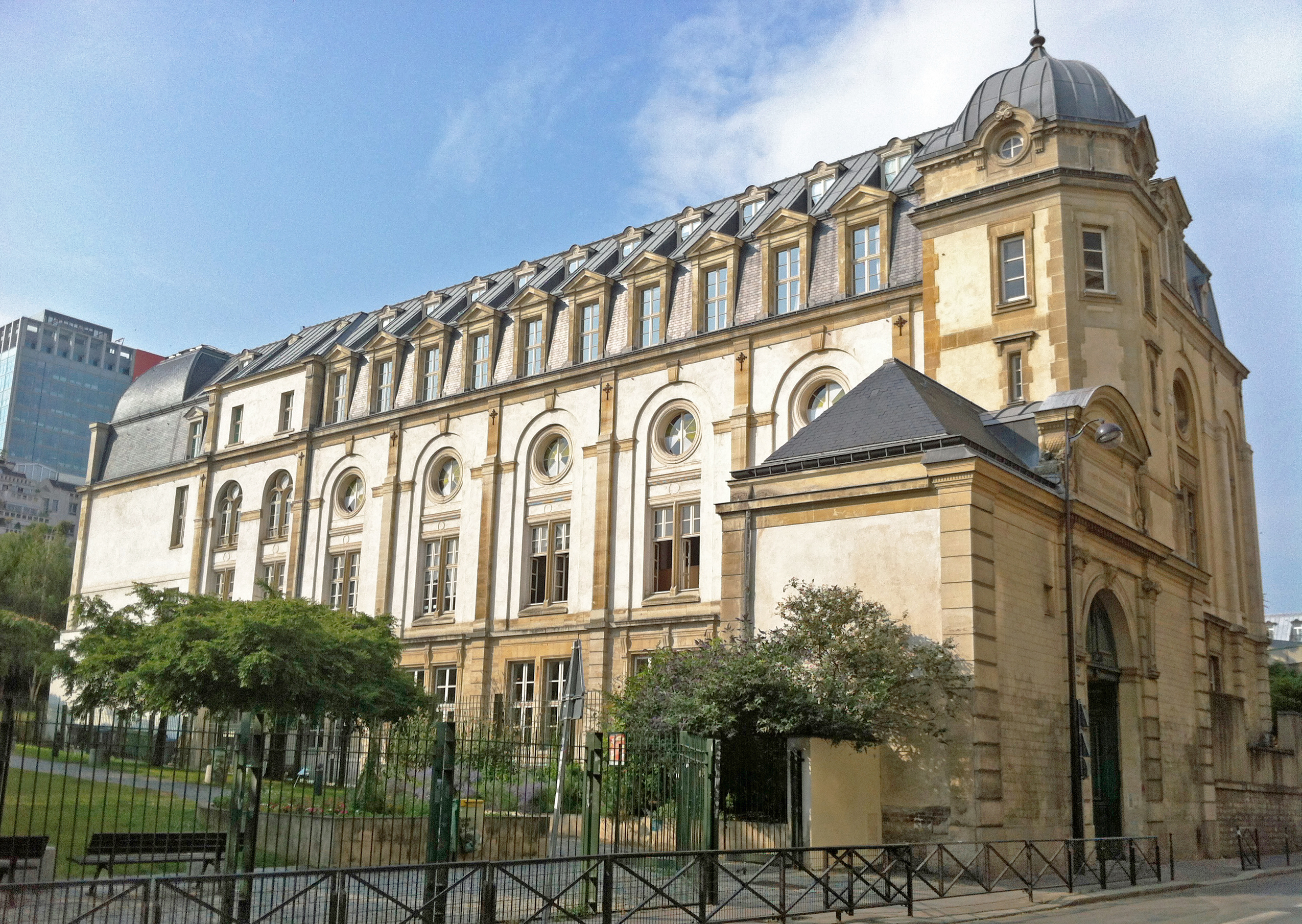
L'implantation au 391, rue de Vaugirard. L'ancien collège de l'Immaculée-Conception où le jeune Charles de Gaulle a été élève sert aujourd'hui de centre universitaire aux étudiants de première année.

- principalement à l'université dans les facultés de droit avec la licence de droit ;
- mais également dans des établissements privés (par exemple : la Faculté libre de droit, d'économie et de gestion, créée à Paris en 1968[20] ; l'école Hautes études appliquées du droit (HEAD), créée à Paris en 2012[21]) ;
- dans une classe préparatoire D1 (pour l'École normale supérieure de Rennes), conventionnée avec une licence de droit en université.

Après un diplôme bac +4, la professionnalisation se fait ensuite dans des établissements spécialisés comme les écoles d'avocats, les centres de formation professionnelle notariale ou l’École nationale de la magistrature.

#### Enseignement
La formation des enseignants se fait dans des universités, dans les masters d'enseignement des instituts nationaux supérieurs du professorat et de l'éducation (INSPE). Les professeurs de l'Éducation nationale sont ensuite recrutés par des concours. Les quatre écoles normales supérieures sont destinés à la formation des professeurs agrégés et enseignants-chercheurs.

#### Lettres et langues
Les études en lettres et langues peuvent s'effectuer :
- pour les filières lettres en milieu universitaire avec les licences de lettres classiques et lettres modernes ;
- pour les filières de langues en milieu universitaire avec les licences de LLCER et de LEA ;
- en classe préparatoire littéraire puis en École normale supérieure. Deux parcours peuvent y être optés, lettres (modernes et classiques) ou langues[réf. nécessaire].

#### Santé

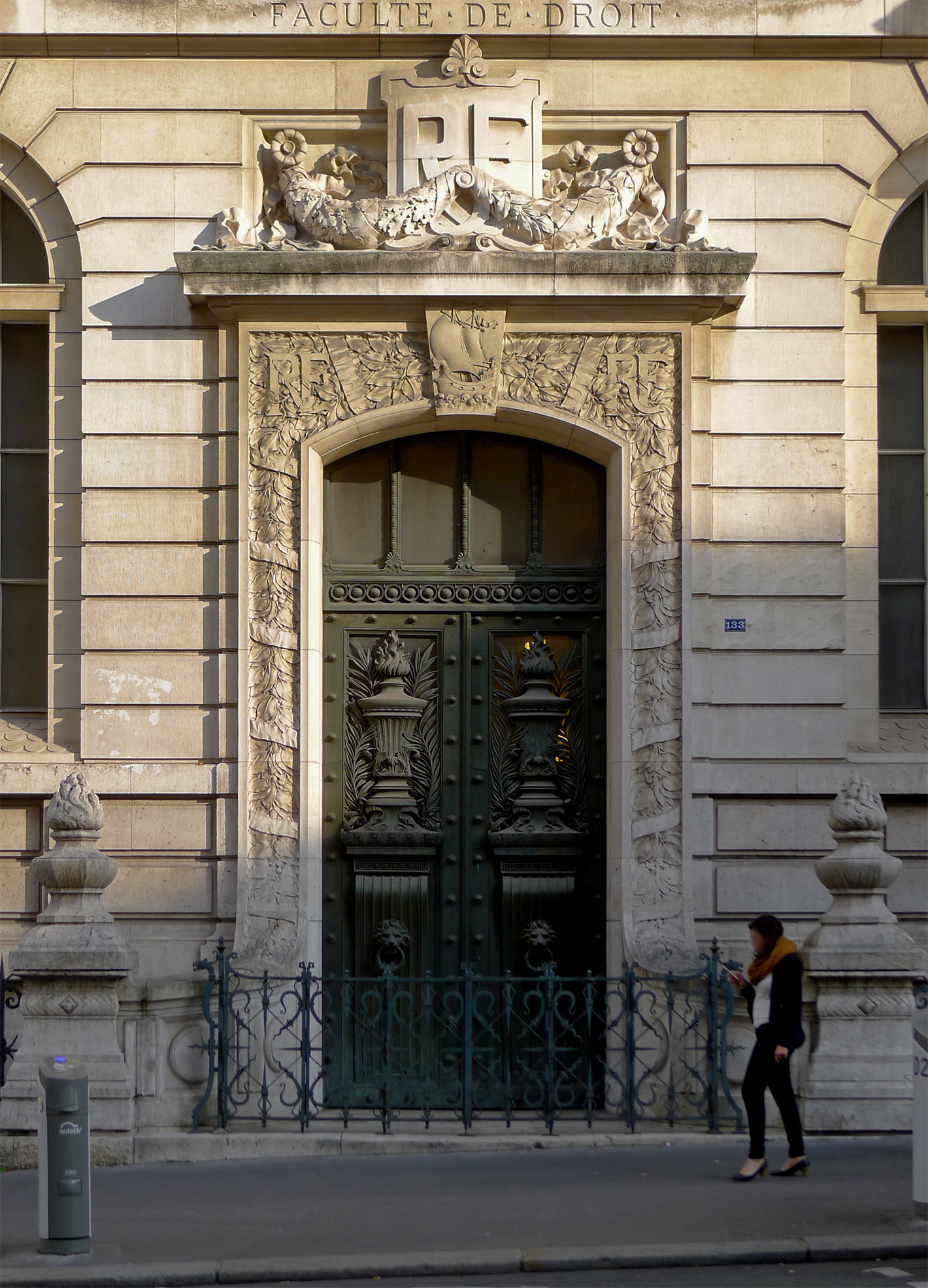
Entrée arrière du Centre Panthéon depuis la rue Saint-Jacques.

Les études de médecine, de pharmacie, d'odontologie et de maïeutique se déroulent à l’université. Ces formations nécessitent de réussir un concours après la première année. Les études de médecine durent neuf ans au minimum, celles de pharmacie et d’odontologie six minimum, et celles de maïeutique cinq.
Les études de médecine vétérinaire se déroulent en classe préparatoire, à l'université, en brevet de technicien supérieur (BTS), en BTSA ou en BUT pour les deux premières années, puis, après le concours, dans une école vétérinaire pour les cinq années suivantes.

#### Sciences humaines et sociales
Les études en sciences humaines peuvent s'effectuer dans des disciplines variées : philosophie, histoire, géographie, sciences du langage, archéologie, psychologie, théologie, anthropologie, économie, sociologie, sciences de l'éducation et de la formation... La plupart des étudiants qui rejoignent ces filières sont des bacheliers généraux qui possèdent une bonne culture générale ainsi qu'une maîtrise correcte de la langue française. Par la suite, ils pourront poursuivre leur cursus en master, intégrer un institut d'études politiques ou rejoindre une école spécialisée.

#### Sciences et technologies
Les études en sciences de la mer et du littoral recouvrent des secteurs pluri-disciplinaires : biologie marine, écologie, environnement, chimie marine, droit, économie, géographie, géosciences, histoire, physique des océans, ingénierie. Ces formations sont dispensées dans les universités au niveau master comme doctorat.
Les carrières scientifiques ont la réputation d'être accessibles à tous et à toutes. Mais, particulièrement en France, ce n'est pas le cas. À la suite de la loi pour une école de la confiance en 2019, des enquêtes ont constaté une baisse de fréquentation surtout marquée pour les étudiantes en mathématique, et l'accroissement des inégalités dans les filières socio-économiques. Cette situation est ancienne : vers 2010, 37,5% des enfants de cadres supérieurs ou d'enseignants accédaient au baccalauréat scientifique, contre 12% seulement des enfants ouvriers. Les filières scientifiques sont difficiles d'accès aux milieux populaires et aux personnes issues d'origines migrantes. Les enquêtes du Programme international pour le suivi des acquis des élèves (Pisa) montrent que, si la situation est mauvaise dans la plupart des pays du monde, elle l'est aussi en France, avec des résultats défavorables surtout en science. -.
À cela, des raisons historiques : en France l'accès de tous et de toutes à l'enseignement supérieur est plutot récent. Jusque dans les années 1930, peuples et élites suivaient des parcours séparés. C'est Jean Berthoin qui, en 1959, a mené les réformes pour que le grand nombre accède aux universités, puis la réforme Fouchet-Capelle en 1963 a créé le Collège d'enseignement secondaire (CES), enfin ce n'est qu'en 1975 que par la loi Haby l'enseignement n'est plus diversifié selon une zone géographique. -.

#### Sciences politiques
Les sciences politiques s'étudient :
- en licence ou master de sciences politiques à l'université (facultés de sciences politiques) ;
- ou en institut d’études politiques (appelés Sciences Po), les plus prestigieux dans le domaine sont dix établissements publics d’enseignement supérieur français situés à Aix-en-Provence, Bordeaux, Grenoble, Lille, Lyon, Paris, Rennes, Strasbourg, Saint-Germain-en-Laye et Toulouse. Leur vocation est de diffuser les savoirs et de développer la recherche sur les questions politiques contemporaines, l’adjectif « politique » étant entendu dans son acception la plus large, incluant les questions sociales, internationales et économiques. Le diplôme est délivré après au moins cinq années d’études supérieures avec le grade de master. Ces instituts pratiquent une sélection à leur entrée, sous la forme d'un concours, ou bien d'une sélection par dossiers. Certaines universités dispensent également des cursus de Licence et de Master intitulés « Science Politique », dont certains sont sélectifs (tels que les universités de Lyon II, Lyon III, Paris I, Paris VIII...).

## Établissements
Cet article présente les principales universités françaises. La liste inclut celles qui figurent parmi les 20 premières dans au moins l'un des principaux classements internationaux et nationaux. Les trois classements internationaux qui captent le plus l’attention des médias sont le Times Higher Education World University Rankings, le classement mondial des universités QS et le classement académique des universités mondiales par l'université Jiao Tong de Shanghai,,,.
| Nom                                                | Ville            | Rang national ARWU, 2021, | Rang international ARWU, 2021 | Rang national THE, 2022 | Rang international THE, 2022 | Rang national QS, 2021 | Rang international QS, 2021 | Nombre d'étudiants | Remarques                                                                                |
| -------------------------------------------------- | ---------------- | ------------------------- | ----------------------------- | ----------------------- | ---------------------------- | ---------------------- | --------------------------- | ------------------ | ---------------------------------------------------------------------------------------- |
| Université Paris-Saclay                            | Orsay            | 1                         | 13                            | 4                       | 117                          | 4                      | 86                          | 48 000             | Regroupe CentraleSupélec, l'ENS Paris-Saclay, AgroParisTech, etc.                        |
| Sorbonne Université                                | Paris            | 2                         | 35                            | 2                       | 88                           | 3                      | 72                          | 55 600             | Fusion de l'université Paris-Sorbonne (Paris-IV) et de l'UPMC (Paris-VI) en 2018.        |
| Université PSL                                     | Paris            | 3                         | 38                            | 1                       | 40                           | 1                      | 44                          | 17 000             | Regroupe l'Université Paris-Dauphine, l'ENS Ulm, Chimie ParisTech, Mines ParisTech, etc. |
| Université Paris-Cité                              | Paris            | 4                         | 73                            | 5                       | 155                          | 7                      | 261                         | 64 100             | Fusion des universités Paris Descartes (Paris-V) et Paris Diderot (Paris-VII) en 2019.   |
| Aix-Marseille Université                           | Marseille        | 5                         | 101-150                       | 7                       | 301-350                      | s.o.                   | s.o.                        | 80 000             | Fusion des universités Aix-Marseille I, II et III en 2012.                               |
| Université Grenoble-Alpes                          | Grenoble         | 6                         | 101-150                       | 11                      | 301-350                      | 10                     | 314                         | 55 000             |                                                                                          |
| Université de Strasbourg                           | Strasbourg       | 7                         | 101-150                       | 18                      | 501-600                      | s.o.                   | s.o.                        | 48 011             |                                                                                          |
| Université de Montpellier                          | Montpellier      | 8                         | 151-200                       | 7                       | 301-350                      | s.o.                   | s.o.                        | 49 000             |                                                                                          |
| Université de Bordeaux                             | Bordeaux         | 9                         | 201-300                       | 7                       | 301-350                      | s.o.                   | s.o.                        | 50 174             |                                                                                          |
| Université Claude Bernard Lyon 1                   | Lyon             | 10                        | 201-300                       | 13                      | 401-500                      | s.o.                   | s.o.                        | 46 000             |                                                                                          |
| Université de Lorraine                             | Metz Nancy       | 11                        | 201-300                       | 22                      | 601-800                      | s.o.                   | s.o.                        | 60 000             |                                                                                          |
| Institut polytechnique de Paris                    | Palaiseau        | 12                        | 301-400                       | 3                       | 95                           | 2                      | 49                          | 8 000              | Regroupe l'École polytechnique, Télécom Paris, Télécom SudParis, l'ENSAE Paris, etc.     |
| Université Paul Sabatier                           | Toulouse         | 14                        | 301-400                       | 18                      | 501-600                      | s.o.                   | s.o.                        | 31 511             | Pour le classement THE, il s'agit de l'Université fédérale Toulouse-Midi-Pyrénées        |
| Université Toulouse 1 Capitole                     | Toulouse         | 15                        | 301-400                       | 18                      | 501-600                      | s.o.                   | s.o.                        | 22 400             | Pour le classement THE, il s'agit de l'Université fédérale Toulouse-Midi-Pyrénées        |
| Université Côte d'Azur                             | Nice             | 16                        | 401-500                       | 13                      | 401-500                      | s.o.                   | s.o.                        | 35 000             |                                                                                          |
| Université de Lille                                | Lille            | 17                        | 401-500                       | 18                      | 501-600                      | s.o.                   | s.o.                        | 75 000             | Fusion des universités Lille I, II et III en 2017.                                       |
| Université de Bourgogne                            | Dijon            | 18                        | 501-600                       | 22                      | 601-800                      | s.o.                   | s.o.                        | 34 169             |                                                                                          |
| Université Clermont Auvergne                       | Clermont-Ferrand | 19                        | 501-600                       | 28                      | 801-1000                     | s.o.                   | s.o.                        | 35 000             |                                                                                          |
| Université Rennes 1                                | Rennes           | 20                        | 501-600                       | 28                      | 801-1000                     | s.o.                   | s.o.                        | 30 630             |                                                                                          |
| Université de Nantes                               | Nantes           | 21                        | 601-700                       | 22                      | 601-800                      | s.o.                   | s.o.                        | 37 648             |                                                                                          |
| Université de Versailles Saint-Quentin-en-Yvelines | Versailles       | 22                        | 601-700                       | s.o.                    | 351-400                      | s.o.                   | s.o.                        | 19 000             |                                                                                          |
| Université Paris 1 Panthéon-Sorbonne               | Paris            | s.o.                      | s.o.                          | 22                      | 601-800                      | 9                      | 290                         | 43 700             |                                                                                          |
| Sciences Po Paris                                  | Paris            | s.o.                      | s.o.                          | 13                      | 401-500                      | 7                      | 261                         | 3 280              |                                                                                          |
| CY Cergy Paris Université                          | Cergy-Pontoise   | s.o.                      | s.o.                          | 22                      | 601-800                      | s.o.                   | s.o.                        | 25 000             |                                                                                          |

### Établissements publics du Ministère de l’Enseignement supérieur
On trouve deux grandes familles.
- Les établissements publics à caractère scientifique, culturel et professionnel (EPSCP), eux-mêmes de différents types :
  - les 80 universités et les 2 instituts nationaux polytechniques (INP)
    - Les universités sont elles-mêmes découpées en composantes : les unités de formation et de recherche (UFR), les instituts universitaires de technologie (IUT), des écoles d’ingénieurs, les instituts d’administration des entreprises (IAE), les Écoles supérieures du professorat et de l'éducation (ESPE, anciennement les instituts universitaires de formation des maîtres (IUFM)… ;

  - les « instituts et écoles extérieurs aux universités », par exemple les instituts nationaux des sciences appliquées (INSA), les universités de technologie… ;
  - les 4 écoles normales supérieures (ENS) ;
  - les 5 « écoles françaises à l’étranger », par exemple l’École française d'Athènes, l’École française de Rome… ;
  - les grands établissements, par exemple le Collège de France, le Conservatoire national des arts et métiers, l’institut polytechnique de Bordeaux, l'Institut national des langues et civilisations orientales, le Muséum national d'histoire naturelle... ;
  - des établissements autonomes peuvent être « rattachés » à un EPSCP (EPA ou établissement privé).
- Les établissements publics à caractère administratif (EPA)[23] :
  - les écoles nationales supérieures d’ingénieurs et 4 des 5 écoles nationales d’ingénieurs (rattachés à une université) ;
  - 8 des 10 instituts d'études politiques (rattachés à une université) ;
  - l'Institut d'administration des entreprises de Paris (rattaché à l'Université Paris-1 Panthéon-Sorbonne) ;
  - 10 EPA autonomes (écoles d’ingénieurs, établissements particuliers).

### Établissements publics des autres ministères
- Les grands établissements du ministère de l’Agriculture : Montpellier Sup Agro, VetAgro Sup…
- Les écoles d'ingénieurs du ministère de l'Écologie et du Développement Durable : École nationale des ponts et chaussées...
- Les écoles d’ingénieurs du ministère de l’Économie : écoles des mines, institut Mines-Télécom…
- Les écoles d’ingénieurs du ministère de la Défense : école polytechnique…
- Les écoles d’ingénieurs du ministère de l’Équipement : l’école nationale de l'aviation civile (ENAC)…
- Établissements du ministère de la Justice : école nationale de la magistrature…
- Établissements du ministère de la Culture[24] : les écoles nationales supérieures d’architecture, les écoles supérieures d'art (nationales et territoriales), les conservatoires nationaux supérieurs de musique, de danse et d'art dramatique, l’institut national du patrimoine.
- Établissements du ministère de la Santé : Les Instituts de formation en soins infirmiers (IFSI).
- Une école consulaire ou publiques consulaires est un organisme dépendant d'une chambre de commerce et d'industrie.

### Établissements professionnels privés
Ces établissements sont essentiellement :
- des écoles d'ingénieurs ;
- des écoles de commerce dont certaines sont financées de façon variable par les pouvoirs publics (CCI) ;
- des écoles d'art ;
- des écoles spécialisées en communication, en journalisme ou en cinéma-audiovisuel ;
- ou des instituts confessionnels comme les universités catholiques par exemple.

Depuis la loi relative à l'enseignement supérieur et à la recherche de 2013 (dite loi Fioraso), « des établissements d’enseignement supérieur privés à but non lucratif, concourant aux missions de service public de l’enseignement supérieur […], peuvent, à leur demande, être reconnus par l’État en tant qu’établissements d’enseignement supérieur privés d’intérêt général, par arrêté du ministre chargé de l’enseignement supérieur, après avis du comité consultatif pour l’enseignement supérieur privé »,. Ce label EESPIG regroupe au 1er septembre 2019 un total de 61 établissements de l'enseignement supérieur privé.

## Étudiants
|                                                    | 1990      | 2002      | 2003      | 2004      | 2005      | 2006      | 2007      | 2008      |
| -------------------------------------------------- | --------- | --------- | --------- | --------- | --------- | --------- | --------- | --------- |
| Universités                                        | 1 159 937 | 1 392 531 | 1 425 665 | 1 424 536 | 1 421 719 | 1 399 177 | 1 363 750 | 1 404 376 |
| Disciplines générales et de santé                  | 1 085 609 | 1 277 066 | 1 311 943 | 1 312 141 | 1 309 122 | 1 285 408 | 1 247 527 | 1 223 717 |
| Dont : formations d’ingénieurs univ.               | 10 545    | 25 240    | 24 855    | 25 759    | 25 606    | 25 983    | 26 414    | 20 429    |
| IUT                                                | 74 328    | 115 465   | 113 722   | 112 395   | 112 597   | 113 769   | 116 223   | 118 115   |
| IUFM                                               |           |           |           |           |           |           |           | 62 544    |
| Grands établissements                              | 15 536    | 16 872    | 18 655    | 25 603    | 25 944    | 25 776    | 29 726    | 31 121    |
| IUFM total                                         |           | 89 062    | 85 808    | 83 622    | 81 565    | 74 161    | 70 100    | 64 037    |
| STS                                                | 199 333   | 235 459   | 234 195   | 230 275   | 230 403   | 228 329   | 230 877   | 234 164   |
| Public MEN                                         | 108 262   | 151 085   | 151 023   | 149 688   | 149 849   | 147 948   | 147 305   | 147 592   |
| Public autres ministères                           | 9 343     | 13 556    | 12 881    | 12 482    | 12 202    | 11 826    | 11 543    | 11 079    |
| Privé                                              | 81 728    | 70 818    | 70 291    | 68 105    | 68 352    | 68 555    | 72 029    | 75 493    |
| CPGE                                               | 64 427    | 72 015    | 72 053    | 73 147    | 74 790    | 76 160    | 78 072    | 80 003    |
| Public MEN                                         | 52 572    | 59 431    | 59 160    | 60 407    | 61 938    | 62 904    | 64 157    | 66 021    |
| Public autres ministères                           | 1 419     | 1 694     | 1 715     | 1 772     | 1 708     | 1 677     | 1 680     | 1 694     |
| Privé                                              | 10 436    | 10 890    | 11 178    | 10 968    | 11 144    | 11 579    | 12 235    | 12 288    |
| Formations comptables non universitaires           | 5 587     | 7 682     | 7 643     | 7 788     | 7 499     | 7 430     | 7 871     | 8 377     |
| Public MEN                                         | 3 951     | 4 680     | 4 875     | 4 909     | 4 979     | 4 910     | 5 151     | 5 280     |
| Privé                                              | 1 636     | 3 002     | 2 768     | 2 879     | 2 520     | 2 520     | 2 720     | 3 097     |
| Préparations intégrées                             | 3 965     | 3 323     | 3 271     | 3 309     | 3 058     | 3 162     | 3 835     | 4 066     |
| Université de technologie                          | 3 157     | 6 603     | 6 974     | 6 962     | 7 375     | 7 604     | 7 931     | 8 248     |
| INP                                                | 8 250     | 12 392    | 12 794    | 12 514    | 12 478    | 12 445    | 7 743     | 6 763     |
| Formations d’ingénieurs                            | 57 653    | 102 407   | 105 007   | 107 219   | 108 057   | 108 846   | 108 773   | 114 427   |
| Universitaires                                     | 10 545    | 25 240    | 24 855    | 25 759    | 25 606    | 25 983    | 26 414    | 20 429    |
| Des UT                                             | 1 689     | 4 075     | 4 321     | 4 511     | 4 838     | 5 118     | 5 450     | 5 795     |
| Des INP                                            | 5 091     | 9 252     | 9 600     | 9 494     | 9 532     | 9 483     | 5 989     | 4 992     |
| Public MEN                                         | 15 461    | 24 128    | 22 550    | 23 525    | 23 431    | 22 342    | 24 290    | 33 644    |
| Public autres ministères                           | 10 865    | 14 577    | 17 270    | 17 178    | 17 458    | 18 420    | 17 357    | 16 922    |
| Privé                                              | 14 002    | 25 135    | 26 411    | 26 752    | 27 192    | 27 500    | 29 273    | 32 645    |
| Écoles de commerce, gestion, vente et comptabilité | 46 128    | 74 680    | 80 619    | 83 176    | 88 437    | 87 333    | 95 835    | 100 609   |
| Établissements d'enseignement universitaire privés | 19 971    | 19 644    | 18 058    | 19 820    | 21 306    | 21 024    | 22 225    | 23 219    |
| Écoles normales d’instituteurs                     | 16 500    |           |           |           |           |           |           |           |
| Écoles normales supérieures                        | 2 675     | 3 044     | 3 104     | 3 122     | 3 191     | 3 658     | 3 680     | 4 122     |
| Écoles juridiques et administratives               | 7 328     | 11 001    | 10 858    | 10 750    | 10 477    | 10 425    | 8 617     | 7 707     |
| Écoles supérieures artistiques et culturelles      | 41 988    | 60 366    | 61 444    | 62 864    | 64 598    | 64 531    | 61 834    | 61 617    |
| Écoles paramédicales et sociales                   | 74 435    | 111 191   | 119 456   | 124 201   | 131 654   | 131 100   | 134 407   | 134 407   |
| Autres écoles et formations                        | 7 515     | 28 716    | 29 322    | 30 653    | 30 692    | 33 255    | 34 072    | 38 242    |
| Ensemble                                           | 1 717 060 | 2 208 421 | 2 256 150 | 2 269 797 | 2 283 267 | 2 253 832 | 2 231 495 | 2 231 745 |

|                                     | 1960  | 1970  | 1980    | 1990    | 2000    | 2003    | 2004    | 2005    | 2006    | 2007    | 2008    |
| ----------------------------------- | ----- | ----- | ------- | ------- | ------- | ------- | ------- | ------- | ------- | ------- | ------- |
| Universités (hors IUT et IUFM)      | 214,7 | 637,0 | 804,4   | 1 085,6 | 1 277,5 | 1 311,9 | 1 312,1 | 1 309,1 | 1 285,4 | 1 247,5 | 1 223,7 |
| IUT                                 |       | 24,2  | 53,7    | 74,3    | 119,2   | 113,7   | 112,4   | 112,6   | 113,8   | 116,2   | 118,1   |
| STS                                 | 8,0   | 26,8  | 67,9    | 199,3   | 238,9   | 234,2   | 230,3   | 230,4   | 228,3   | 230,9   | 234,2   |
| CPGE                                | 21,0  | 32,6  | 40,1    | 64,4    | 70,3    | 72,1    | 73,1    | 74,8    | 76,2    | 78,1    | 80,0    |
| Autres établissements et formations | 66,0  | 130,0 | 215     | 293,4   | 454,3   | 524,2   | 541,8   | 556,4   | 550,2   | 558,8   | 575,7   |
| Ensemble                            | 309,7 | 850,6 | 1 181,1 | 1 717,1 | 2 160,3 | 2 256,2 | 2 269,8 | 2 283,3 | 2 253,8 | 2 231,5 | 2 231,7 |

### Classement des unités urbaines par population étudiante[29]
|    | Unités urbaines             | Population étudiante (2019) | Total étudiants dans l'enseignement supérieur (2019) | Population unité urbaine (habitants) | Région                     |
| -- | --------------------------- | --------------------------- | ---------------------------------------------------- | ------------------------------------ | -------------------------- |
| 1  | Paris                       | 370 240                     | 697 566                                              | 10 733 971                           | Île-de-France              |
| 2  | Lyon                        | 94 067                      | 164 387                                              | 1 651 853                            | Auvergne-Rhône-Alpes       |
| 3  | Toulouse                    | 75 494                      | 117 734                                              | 957 750                              | Occitanie                  |
| 4  | Lille                       | 69 330                      | 119 666                                              | 1 041 389                            | Hauts-de-France            |
| 5  | Bordeaux                    | 63 307                      | 102 127                                              | 916 569                              | Nouvelle-Aquitaine         |
| 6  | Marseille - Aix-en-Provence | 61 743                      | 94 124                                               | 1 587 537                            | Provence-Alpes-Côte-d'Azur |
| 7  | Montpellier                 | 57 141                      | 79 979                                               | 434 933                              | Occitanie                  |
| 8  | Strasbourg                  | 48 455                      | 64 816                                               | 465 069                              | Grand Est                  |
| 9  | Rennes                      | 44 637                      | 68 032                                               | 333 069                              | Bretagne                   |
| 10 | Grenoble                    | 41 578                      | 60 720                                               | 509 860                              | Auvergne-Rhône-Alpes       |

### Dépense publique annuelle par étudiant
La dépense moyenne par étudiant est beaucoup plus faible dans les universités que dans les classes préparatoires aux grandes écoles ou dans les sections de techniciens supérieurs. Cette situation a conduit le Conseil de l'emploi, des revenus et de la cohésion sociale à les qualifier de « parents pauvres de l’enseignement supérieur français ». Un rapport de la CNCDH publié en 2021 souligne la paupérisation des universités française, constatant les « biais » de Parcoursup, le manque de moyens et l'accroissement des inégalités.
| Universités | STS      | CPGE     | Ensemble |
| ----------- | -------- | -------- | -------- |
| 10 942 €    | 13 505 € | 15 015 € | 11 739 € |

Ces chiffres placent la France légèrement en dessous de la moyenne de l'OCDE.
|             | Italie      | Belgique    | France      | Japon       | Canada      | Suède       | Royaume-Uni | États-Unis  | moyenne des pays membres de l'OCDE. |
| ----------- | ----------- | ----------- | ----------- | ----------- | ----------- | ----------- | ----------- | ----------- | ----------------------------------- |
| Montant     | 11 172 $PPA | 15 911 $PPA | 16 194 $PPA | 17 883 $PPA | 21 458 $PPA | 23 219 $PPA | 25 744 $PPA | 27 924 $PPA | 15 772 $PPA                         |
| Part du PIB | 1,0 %       | 1,4 %       | 1,5 %       | 1,6 %       | 2,5 %       | 1,7 %       | 1,8 %       | 2,6 %       | 1,6 %                               |

### Boursiers
En 2012-2013, 654 772 étudiants bénéficient d'une bourse sur critères sociaux, dont 465 690 sont inscrits à l'université.
En 2022-2023, le nombre d'étudiants bénéficiant d'une bourse sur critères sociaux est de 665 212 étudiants dont 470 926 sont inscrits à l'université, 99 260 inscrits en STS et assimilés, 20 770 inscrits en CPGE, 19 490 inscrits en formation d'ingénieur hors université et 16 074 inscrits en écoles de commerce. En moyenne, la part des boursiers est de 36,6% du total des inscrits. Ce taux varie fortement selon le type d'établissement (39,1% des inscrits à l'université sont boursiers contre 11,2% des élèves des Écoles de commerce). De grandes disparités existent également entre les académies (une proportion de boursiers de 50% ou plus dans les académies d'Outre-mer, un tiers pour les académies de Lyon et Strasbourg et environ un quart dans les académies de Paris et Versailles).
Il existe sept échelons. L'échelon 0bis permet d'être exonéré de droits d'inscription (15 % des étudiants boursiers). L'échelon 7 correspond à une bourse de 4 019 euros par an (20 % des étudiants boursiers).

### Principe constitutionnel de gratuité de l'enseignement supérieur public
Le Conseil constitutionnel a consacré une exigence de gratuité de l'enseignement supérieur public, sur le fondement du Préambule de la Constitution de 1946 qui indique que la gratuité opère à « tous les degrés ».
Cette gratuité s’applique à l’ensemble des établissements publics d’enseignement supérieur. Le Conseil constitutionnel modère l’exigence de gratuité en indiquant que cette dernière ne fait pas obstacle, s’agissant de l’enseignement supérieur, à ce que des droits d’inscription soient perçus, ces derniers devant cependant être « modiques » et tenir compte des capacités financières des étudiants.